# Isotrilophus erraticus
Isotrilophus erraticus es una especie de coleóptero de la familia Mordellidae. Es la única especie del género Isotrilophus.

## Distribución geográfica
Habita en  México.